# Primula ramzanae
Primula ramzanae är en viveväxtart som beskrevs av W. W. Smith och Fletcher. Primula ramzanae ingår i släktet vivor, och familjen viveväxter. Inga underarter finns listade i Catalogue of Life.